# Une robe d'été
 (juillet 2025).
Pour plus de détails, voir Fiche technique et Distribution.
Une robe d'été est un court métrage de François Ozon sorti en 1996.

## Synopsis
Après une dispute avec son petit ami à qui il reproche son comportement de « folle », un jeune homme s'en va seul sur une plage. Là surgit une Espagnole charmante et rigolote, avec laquelle il fait l'amour, pour la première fois avec une femme. En revenant à la plage, où il s'est fait voler toutes ses affaires, il est forcé de revêtir une robe que l’Espagnole lui prête pour rentrer chez lui... Cela change complètement sa vision de ce qu'est un homme, et il renoue avec son petit copain qui lui fait alors l'amour. Le lendemain, il va remercier la charmante Espagnole pour lui rendre la robe, qu'elle refuse : c'est un cadeau d'émancipation.

## Fiche technique
- Réalisation : François Ozon
- Scénario : François Ozon
- Image : Yorick Le Saux
- Son : Benoît Hillebrant
- Décors : Sandrine Cayron
- Montage : Jeanne Moutard
- Producteur : Olivier Delbosc
- Production : Fidélité Productions et France 3 Formation
- Année : 1996
- Format : Super 16
- Durée : 15 minutes

## Distribution
- Frédéric Mangenot : Frédéric
- Lucia Sanchez : Lucia
- Sébastien Charles : Sébastien

## Commentaire
- Une robe d’été a été lancé à la Semaine de la critique durant le Festival de Cannes 1996, et a reçu le Léopard d'or au Festival international du film de Locarno. Il a également été remarqué dans de nombreux festivals de court métrage : Dublin, Pantin, Grenoble, Genève ou Brest.
- Ce film a révélé Lucia Sanchez , qui a retrouvé François Ozon sur les courts Scènes de lit et X2000, et sur son premier long métrage Sitcom.
- Ce film contient en fond sonore la chanson de Sheila Bang-Bang.
- Ce film a été numérisé et restauré en 2012 par la société Lumières numériques, dans l'optique de sa diffusion au Festival de Clermont-Ferrand 2013 pour les trente ans du festival[1].